# Wereldkampioenschap ijshockey vrouwen 2004
Het wereldkampioenschap ijshockey vrouwen 2004 was het 8e wereldkampioenschap ijshockey voor vrouwen in de hoogste divisie en werd gespeeld van 30 maart t/m 6 april 2004 in Canada. De speellocaties waren de Dartmouth Sportsplex in Dartmouth en de Scotiabank Centre in Halifax. De wedstrijden van de groepen A, B, D en E en om de 3e plaats en de finale werden gespeeld in de Scotiabank Centre en die van de groepen C en F in de Dartmouth Sportsplex. 
Het deelnemersveld bestond uit de acht landenploegen die geplaatst waren voor het vorige wereldkampioenschap in 2003 dat wegens de uitbraak van SARS in China niet door was gegaan en de winnaar van Divisie 1 Japan. Er waren dus negen deelnemende landen waarvan de nummers 1 tot en met 7 zich plaatsten voor het volgende wereldkampioenschap in 2005 zodat daarvoor acht deelnemers waren. Wereldkampioen werd Canada met een 2-0 overwinning in de finale op de Verenigde Staten. De nummers 8 en 9 Zwitserland en Japan degradeerden. 

## Wedstrijdformule
De negen aan het toernooi deelnemende landen werden ingedeeld in drie groepen van drie die een rond toernooi speelden. De nummers 1 gingen verder naar groep D, de nummers 2 naar groep E en de nummers 3 naar groep F. De nummers 1 en 2 van groep D speelden de finale. De nummer 3 van groep D en de nummer 1 van groep E speelden om de 3e plaats. De nummers 2 en 3 van groep F degradeerden naar Divisie 1. 

## Voorronde

### Groep A

#### Tabel
| Plaats | Nationale ploeg | Gesp. | Winst | Verlies | Gelijk | Doelp. voor | Doelp. tegen | Punten |
| ------ | --------------- | ----- | ----- | ------- | ------ | ----------- | ------------ | ------ |
| 1.     | Canada          | 2     | 2     | 0       | 0      | 24          | 0            | 4      |
| 2.     | Duitsland       | 2     | 1     | 1       | 0      | 4           | 15           | 2      |
| 3.     | China           | 2     | 0     | 2       | 0      | 2           | 15           | 0      |

#### Wedstrijden
30 maart
- China -  Canada 0 – 11 (0-4, 0-3, 0-4)

31 maart
- Duitsland -  China 4 – 2 (0-1, 1-1, 3-0)

1 april
- Canada -  Duitsland 13 – 0 (8-0, 3-0, 2-0)

### Groep B

#### Tabel
| Plaats | Nationale ploeg  | Gesp. | Winst | Verlies | Gelijk | Doelp. voor | Doelp. tegen | Punten |
| ------ | ---------------- | ----- | ----- | ------- | ------ | ----------- | ------------ | ------ |
| 1.     | Verenigde Staten | 2     | 2     | 0       | 0      | 17          | 1            | 4      |
| 2.     | Rusland          | 2     | 1     | 1       | 0      | 2           | 9            | 2      |
| 3.     | Zwitserland      | 2     | 0     | 2       | 0      | 2           | 11           | 0      |

#### Wedstrijden
30 maart
- Zwitserland -  Verenigde Staten 1 – 9 (1-1, 0-4, 0-4)

31 maart
- Rusland -  Zwitserland 2 – 1 (1-0, 1-0, 0-1)

1 april
- Verenigde Staten -  Rusland 8 – 0 (2-0, 2-0, 4-0)

### Groep C

#### Tabel
| Plaats | Nationale ploeg | Gesp. | Winst | Verlies | Gelijk | Doelp. voor | Doelp. tegen | Punten |
| ------ | --------------- | ----- | ----- | ------- | ------ | ----------- | ------------ | ------ |
| 1.     | Zweden          | 2     | 1     | 0       | 1      | 10          | 4            | 3      |
| 2.     | Finland         | 2     | 1     | 0       | 1      | 3           | 2            | 3      |
| 3.     | Japan           | 2     | 0     | 2       | 0      | 2           | 9            | 0      |

#### Wedstrijden
30 maart
- Japan -  Zweden 2 – 8 (0-2, 2-4, 0-2)

31 maart
- Finland -  Japan 1 – 0 (1-0, 0-0, 0-0)

1 april
- Zweden -  Finland 2 – 2 (2-0, 0-1, 0-1)

## Kwalificatieronde

### Groep D

#### Tabel
| Plaats | Nationale ploeg  | Gesp. | Winst | Verlies | Gelijk | Doelp. voor | Doelp. tegen | Punten |
| ------ | ---------------- | ----- | ----- | ------- | ------ | ----------- | ------------ | ------ |
| 1.     | Verenigde Staten | 2     | 2     | 0       | 0      | 12          | 3            | 4      |
| 2.     | Canada           | 2     | 1     | 1       | 0      | 8           | 4            | 2      |
| 3.     | Zweden           | 2     | 0     | 2       | 0      | 3           | 16           | 0      |

#### Wedstrijden
3 april
- Canada -  Verenigde Staten 1 – 3 (1-2, 0-1, 0-0)

4 april
- Zweden -  Canada 1 – 7 (1-0, 0-4, 0-3)

5 april
- Verenigde Staten -  Zweden 9 – 2 (3-1, 1-1, 5-0)

### Groep E

#### Tabel
| Plaats | Nationale ploeg | Gesp. | Winst | Verlies | Gelijk | Doelp. voor | Doelp. tegen | Punten |
| ------ | --------------- | ----- | ----- | ------- | ------ | ----------- | ------------ | ------ |
| 1.     | Finland         | 2     | 2     | 0       | 0      | 6           | 1            | 4      |
| 2.     | Rusland         | 2     | 1     | 1       | 0      | 5           | 4            | 2      |
| 3.     | Duitsland       | 2     | 0     | 2       | 0      | 2           | 8            | 0      |

#### Wedstrijden
3 april
- Duitsland -  Rusland 2 – 4 (0-1, 2-2, 0-1)

4 april
- Finland -  Duitsland 4 – 0 (2-0, 1-0, 1-0)

5 april
- Rusland -  Finland 1 – 2 (1-0, 0-2, 0-0)

## Competitie voor klassenbehoud

### Groep F

#### Tabel
| Plaats | Nationale ploeg | Gesp. | Winst | Verlies | Gelijk | Doelp. voor | Doelp. tegen | Punten |
| ------ | --------------- | ----- | ----- | ------- | ------ | ----------- | ------------ | ------ |
| 1.     | China           | 2     | 2     | 0       | 0      | 11          | 5            | 4      |
| 2.     | Zwitserland     | 2     | 1     | 1       | 0      | 7           | 6            | 2      |
| 3.     | Japan           | 2     | 0     | 2       | 0      | 2           | 9            | 0      |

#### Wedstrijden
3 april
- China -  Zwitserland 6 – 3 (2-1, 3-1, 1-1)

4 april
- Japan -  China 2 – 5 (0-2, 0-1, 2-2)

5 april
- Zwitserland -  Japan 4 – 0 (0-0, 1-0, 3-0)

## Medaillewedstrijden

### Wedstrijd om de 3eplaats
6 april
- Finland -  Zweden 3 – 2 (1-0, 1-2, 1-0)

### Finale
6 april
- Verenigde Staten -  Canada 0 – 2 (0-0, 0-1, 0-1)

## Eindstand
| Plaats | Landgenoten      |
| ------ | ---------------- |
| Goud   | Canada           |
| Zilver | Verenigde Staten |
| Brons  | Finland          |
| 4.     | Zweden           |
| 5.     | Rusland          |
| 6.     | Duitsland        |
| 7.     | China            |
| 8.     | Zwitserland      |
| 9.     | Japan            |